# عالم بحرشفيات الأجنحة
عالم بحرشفيات الأجنحة أو العَالِمُ بقِشرِيّات الأجْنِحَةِ وهو شخص يتخصص في دراسة حرشفيات الأجنحة.